# Jean Baptiste Van Kerckvoorde
Jean Baptiste Van Kerckvoorde was een  burgemeester van de voormalige Oost-Vlaamse gemeente Oosteeklo.
Hij was van januari 1808 tot december 1812 burgemeester van de gemeente. 